# Aristides Pirovano
Aristide Pirovano, PIME (Erba, 22 de fevereiro de 1915 — Lecco, 3 de fevereiro de  1997) foi um missionário e bispo católico italiano e primeiro prelado da Diocese de Macapá.

## Biografia
Aristides Pirovano era um dos quatro filhos de Pietro Pirovano e Maria Cazzaniga. Entrou aos dezesseis anos no seminário do Pontifício Instituto para as Missões Estrangeiras de Treviso. Foi ordenado padre em 20 de dezembro de 1941.
Após sua ordenação, seu superior o nomeou assistente do ecônomo do PIME na via Monterosa, em Milão. Impedido de servir no Extremo Oriente devido à Segunda Guerra Mundial, atuou em várias frentes de serviço, inclusive voluntário para apagar incêndios de bombardeios e ajudar feridos e refugiados. Entrou em contato com o Comitê de Libertação Nacional Italiano (CLN) de Milão e, com o codinome de Padre Barba, trabalhou para ajudar judeus e perseguidos políticos a fugir para a Suíça; por causa disso, em dezembro de 1943, foi levado para a prisão de San Vittore, em Milão, espancado e torturado pela polícia militar alemã porque não revelou nomes de outros “rebeldes”. Foi liberto em março de 1944, graças à intervenção do Cardeal Schuster e após isso foi enviado para a paróquia de Erba. Ajudou a fundar o CLN de Erba, ajudou a população, negociou a rendição de grupos fascistas e evitou confrontos sangrentos entre as brigadas partisans e as forças nazi-fascistas. Continuou ajudando ex-combatentes dos dois lados da guerra e os mais pobres. Padre Aristide permaneceu em Erba como vice-pároco até o início de novembro de 1946, partindo em 9 de novembro de navio de Génova para o Brasil com outros dois missionários do PIME. Em 1948, foi designado para o Amapá.
Tornou-se Administrador Apostólico de Macapá em 14 de janeiro de 1950. Foi nomeado pelo Papa Pio XII em 21 de julho de 1955 como bispo titular de Hadriani ad Olympum e prelado de Macapá. Recebeu a ordenação episcopal no dia 13 de novembro de 1955, na Igreja de Santa Maria Nascente em Erba, das mãos do Arcebispo de Milão, Giovanni Montini, assistido por Dom Gaetano Pollio, PIME, bispo de Kaifeng, e Dom Mario Civelli, PIME, Bispo de Jixian.
Dom Aristides Pirovano participou das quatro sessões do Concílio Vaticano II. Renunciou ao múnus episcopal no dia 27 de março de 1965. No mesmo dia foi eleito Superior-Geral do Pontifício Instituto para as Missões Estrangeiras. Em 1971, a Câmara Municipal de Erba deu a Mons. Pirovano o título de Cidadão Benemérito. Foi reeleito superior-geral do PIME e seu segundo mandato terminou em 1977; durante esse tempo, fundou as sedes regionais em Hong Kong, Tóquio, Bombaim, Manila, Bissau, São Paulo, Belém e Londres.
Depois retornou ao Brasil e passou seus últimos vinte anos trabalhando na colônia de leprosos de Marituba. Recebeu a visita do papa João Paulo II em 8 de julho de 1980. Faleceu na Casa do PIME em Lecco e foi sepultado em Erba.

## Ordenações episcopais
Dom Aristides Pirovano foi concelebrante da ordenação episcopal de:
- Dom Arcângelo Cerqua, PIME
- Dom José Maritano, PIME
- Dom Servílio Conti, IMC